# Martha Lane Fox
Martha Lane Fox, Baronesa Lane-Fox do Soho, (Londres, 10 de fevereiro de 1973) é uma empresária, filantropa e funcionária pública britânica. Ela foi cofundadora da Last Minute durante o boom das pontocom no início dos anos 2000 e posteriormente atuou em projetos digitais de serviço público. Ela faz parte dos conselhos da WeTransfer e da Chanel, além de ser administradora do The Queen's Commonwealth Trust. Anteriormente, ela atuou no conselho do Channel 4.
Ela entrou na Câmara dos Lordes como crossbencher em 26 de março de 2013, tornando-se o membro feminino mais jovem; ela foi nomeada Chanceler da Universidade Aberta em 12 de março de 2014. Em outubro de 2019, ela foi nomeada pela publicação de mídia e marketing The Drum como a mulher mais influente no setor digital da Grã-Bretanha no último quarto de século.

## Vida pregressa
Nascida em Londres, Martha Lane Fox é filha do acadêmico e de escritor jardinagem Robin Lane Fox, descendente de uma família da pequena nobreza inglesa com sede em Bramham Park. Ela foi educada na Oxford High School, uma escola particular só para meninas em Oxford, e na Westminster School, uma escola pública em Londres com um sexto ano misto. Ela leu História Antiga e Moderna no Magdalen College, Oxford, e se formou com honras de segunda classe como Bacharel em Artes (BA); conforme a tradição, seu bacharelado foi promovido a mestrado em artes (MA Oxon).

## Carreira
Martha Lane Fox ingressou na empresa de consultoria de tecnologia da informação e mídia Spectrum, onde conheceu Brent Hoberman. Em 1998, Martha e Brent fundaram a Last Minute, uma empresa online de viagens e presentes. Ela deixou o cargo de diretora administrativa em 2003. Last Minute foi comprado pela Sabre Holdings em 2005.
Após sua saída da Last Minute, Martha foi indicada para assumir as operações diárias da Selfridges, mas se envolveu em um acidente de carro antes de poder assumir essa função. Por sugestão do publicitário Julian Douglas, a Fox se uniu a Nick Thistleton para lançar a empresa de karaokê Lucky Voice. Em 2007, Martha ingressou no conselho da Marks & Spencer.
De 2009 a 2013, ela foi a Campeã Digital do Reino Unido e ajudou a criar o Serviço Digital do Governo – equipe que lançou o gov.uk e recebeu a tarefa de liderar uma campanha de dois anos para melhorar a alfabetização digital da população. No ano seguinte, ela foi designada para estabelecer a Unidade de Serviços Públicos Digitais dentro do Gabinete do Governo e convidada a fazer parte do Conselho de Eficiência e Reforma do Gabinete. No mês seguinte, Martha foi homenageada por David Cameron por seu "Manifesto for a Networked Nation", um desafio para aumentar o envolvimento britânico na Internet. Ela renunciou ao cargo de Campeã Digital no final de 2013.
Ela entrou na Câmara dos Lordes como crossbencher em 26 de março de 2013, tornando-se o seu membro feminino mais jovem. No seu discurso inaugural, ela abordou a necessidade de alfabetização digital em todos os setores da economia. Nesse mesmo ano, a Universidade Aberta nomeou-a Chanceler. Na preparação para o referendo sobre a independência escocesa de 2014, Martha Lane Fox assinou uma carta aberta opondo-se à independência escocesa.
Em 2017, Martha foi nomeada membro do Comitê Conjunto de Estratégia de Segurança Nacional. Em 2018, ela foi nomeada Diretora Não-Executiva da Chanel, bem como da Donmar Warehouse e Administradora do Queen's Commonwealth Trust. Martha Lane Fox continua a ser patrocinadora da AbilityNet, Reprieve, Camfed e Just for Kids Law. Ela ingressou no conselho da rede social Twitter em junho de 2016. Em 2020, Martha foi nomeada para o conselho de administração da empresa WeTransfer.

## Trabalho de caridade
Martha Lane-Fox é uma defensora de causas como os direitos humanos, os direitos das mulheres e a justiça social. Em 2007, ela fundou a Antigone, um fundo de doações para apoiar instituições de caridade com sede no Reino Unido. Ela é patrocinadora da Reprieve, uma instituição de caridade de ação legal, e da CAMFED, uma organização dedicada ao combate à pobreza, ao HIV e à AIDS na África rural, com ênfase na educação de mulheres jovens. Ela também é patrocinadora da instituição de caridade Just for Kids Law, que apoia crianças e jovens em Londres, além de lutar por reformas mais amplas em nome dos jovens em todo o Reino Unido.
Quando a empresa de telecomunicações Orange retirou o seu apoio de longa data ao Orange Prize, Martha Lane Fox foi um dos vários benfeitores, juntamente com Cherie Blair e Joanna Trollope, que se ofereceram para sustentar o concurso até que outro grande patrocinador pudesse ser encontrado.

## Prêmios e reconhecimentos
Martha Lane Fox foi nomeada Comandante da Mais Excelente Ordem do Império Britânico (CBE) nas Honras de Ano Novo de 2013 por "serviços à economia digital e à caridade". Em fevereiro de 2013, ela foi avaliada como uma das 100 mulheres mais poderosas do Reino Unido pela Woman's Hour na BBC Radio 4. No mesmo mês, foi anunciado que ela seria colega vitalícia para ocupar o cargo de crossbencher na Câmara dos Lordes. Ela também foi reconhecida como uma das 100 mulheres da BBC em 2013.
Em 25 de março de 2013, ela foi nomeada Life Peer como Baronesa Lane-Fox do Soho, do Soho na cidade de Westminster, e foi apresentada na Câmara dos Lordes no dia seguinte. Em 29 de outubro de 2015, Martha Lane Fox ficou em 15º lugar na lista Richtopia dos 100 empreendedores britânicos mais influentes. Em fevereiro de 2016, Lane Fox foi eleita Distinguished Fellow do BCS, The Chartered Institute for IT, após ser nomeada pelo Duque de Kent.
Em outubro de 2019, Martha Lane Fox foi nomeada pela publicação de mídia e marketing The Drum, em associação com a Futures Network, Innovate Her e WACL, como a mulher mais influente no setor digital da Grã-Bretanha no último quarto de século. Ela foi eleita Membro Honorário da Royal Academy of Engineering em 2023.

## Vida pessoal
Martha Lane-Fox mora em Marylebone, Londres, com seu parceiro Chris Gorell Barnes. Seus filhos gêmeos idênticos, Milo e Felix, nasceram em 2016. Em maio de 2004, ela ficou gravemente ferida em um acidente de carro na estância turística de Essaouira, no Marrocos, e foi levada de avião para a Inglaterra para tratamento no Hospital John Radcliffe, em Oxford, e mais tarde no Hospital Wellington, em Londres. Ela recebeu alta do hospital em dezembro de 2005.